# El Corsario de Hierro
El Corsario de Hierro es una serie de historietas de aventuras creada por el guionista Víctor Mora y el dibujante Ambrós, que empezó a publicarse en 1970 en el semanario de humor Mortadelo (Editorial Bruguera). La obra tiene numerosas afinidades con otros famosos cómics de aventuras creados con anterioridad por Víctor Mora, como El Capitán Trueno o El Jabato, pero, a diferencia de estos, pertenece al subgénero de piratas. 

## Trayectoria editorial
El Corsario de Hierro fue una de las últimas historietas de aventuras publicadas por Bruguera, en una época en que el interés por el género comenzaba a declinar. Sus creadores fueron los mismos que en los años cincuenta habían dado vida al gran éxito de la editorial, El Capitán Trueno, Víctor Mora y Ambrós, quienes llevaban varios años sin trabajar en equipo. La serie contó además con la promoción adicional de ser publicada en las páginas de la revista de mayor tirada de Bruguera, la recién nacida Mortadelo, compartiendo espacio con la exitosa serie de Ibáñez, Mortadelo y Filemón.
La serie se publicó, con algunas interrupciones, en los 544 primeros números de la revista, durante unos diez años. Sin embargo, a partir del número 463 de Mortadelo Mora decidió abandonar la serie, que fue confiada a otros guionistas (el argentino Juan Manuel González Cremona y el español José Luis Barón Sesé). 
En 1973 se empezó a recopilar el material dentro de la "Colección Grandes Aventuras Juveniles", que compartía con otras series de grafismo realista de la casa: Astroman, Aventura en el fondo del mar, Dani Futuro, Roldán sin Miedo, El Sheriff King y Supernova.
Cuatro años después, tuvo lugar en la Serie roja de la colección "Joyas literarias juveniles", de las que aparecieron 58 números, y entre 1978 y 1981 se publicaron cinco tomos que supuestamente recogen todas las aventuras del personaje.
Tras la desaparición de Bruguera, Ediciones B publicó la Edición Histórica, en un tamaño más grande, con todas las aventuras largas y la mayoría de las cortas, siendo la edición más completa. 
En 2004 Ediciones B comenzó una reedición de la serie, y en 2009 lanzó una edición de formato gigante.

## Argumento
Víctor Mora afirma haber situado esta historieta en el siglo XVII, después del Gran incendio de Londres, pero la trama abunda en anacronismos y sucesos inverosímiles.
El protagonista asiste en su infancia al asesinato de su padre por Lord Benburry. Es adoptado por La Vieja Dama del Mar y se convierte en pirata, dedicándose a atacar preferentemente los barcos de Lord Benburry, ennoblecido ya por Carlos II de Inglaterra gracias a las riquezas adquiridas en su innoble labor. Antiguo pirata "Mano Azul", no se llega a explicar jamás por qué su mano deja de ser azul en su vejez. Padece gota crónica, es uno de los nobles favoritos de la corte, y aunque ha abandonado la piratería sigue invirtiendo en todo tipo de actividades legales, pero inmorales, como el tráfico de esclavos, la explotación de niños, o la colonización de América del Norte.
Durante una estancia en la cárcel el Corsario conoce a los dos personajes que le darán en adelante el adecuado contrapunto cómico: el gigantesco escocés Mac Meck y el extravagante mago italiano Merlini (que recuerdan a los Goliath y Crispín de El Capitán Trueno o, más aún, a los Taurus y Fideo de Mileto de El Jabato). Mac Meck es un bonachón pastor escocés con una fuerza descomunal que entra en cólera cuando le ridiculizan por su "kilt" mientras que Merlini es un esmirriado prestidigitador aficionado que siempre se mete en líos debido a sus fracasados "giocos di mani"; en realidad aspira a convertirse en alquimista de prestigio y sueña con dirigir una empresa de espectáculos. Merlini es el gran personaje cómico de la serie, más rica en humor que las anteriores de Víctor Mora.
Otros personajes de la serie son los siguientes:
- Lady Roxana, sobrina de Lord Benburry, enamorada del Corsario.
- Princesa Bianca Di Orsini: Dama veneciana, amiga del Corsario, también enamorada de este.
- Giancarlo:Tío alquimista de la Princesa Bianca Di Orsini autor de numerosos inventos y admirado por el inefable Merlini.
- Diamba y Tamak, esclavos liberados por el Corsario.
- Capitana Dagas: rival del Corsario que termina por convertirse en su aliada.
- Des Brieux: lugarteniente de la Capitana Dagas y platónicamente enamorado de ella.
- Colibrí: mujer india que está a punto de casarse con el Corsario.
- Foxie: Jefe de la guardia de Lord Benburry
- Lord Archibald: Hermano de lord Benburry al que éste trata de arrancarle sus riquezas.
- Sinau de Esmirna: Mago hechicero enemigo del corsario.
- Hassan el Eunuco
- El boyardo Tamaroff
- Turjan Pacha
- El condottiere Negro

## Serialización
| Número     | Título                      | Publicación original                          | Recopilación |
| ---------- | --------------------------- | --------------------------------------------- | ------------ |
| 1          | «La mano azul»              | Mortadelo, núm. 0 a 7 16/11/1970 a 11/01/1971 | —            |
| Argumento: |                             |                                               |              |
| 2          | «La Vieja Dama del Mar»     | Mortadelo, núm. 8 a 15 18/01/-8/03/1971       | —            |
| Argumento: |                             |                                               |              |
| 3          | «Los mercaderes de ébano»   | Mortadelo, núm. 16 a 23 15/03-3/05/1971       | —            |
| Argumento: |                             |                                               |              |
| 4          | «En la boca del lobo»       | Mortadelo, núm. 24 a 31 10/05-28/06/1971      | —            |
| Argumento: |                             |                                               |              |
| 5          | «El secreto de los espejos» | Mortadelo, núm. 32 a 39 5/07/-23/08/1971      | —            |
| Argumento: |                             |                                               |              |